# 林兆南
林兆南，中华人民共和国政治人物、外交官。
1983年，接替陆维钊，担任中华人民共和国驻叙利亚大使。1986年，由王昌义接任。